# آیبیسوالد
آیبیسوالد (به آلمانی: Eibiswald) یک منطقهٔ مسکونی در اتریش است که در دویچلندسبرگ واقع شده‌است. آیبیسوالد ۱۵۲٫۹۹ کیلومتر مربع مساحت دارد ۳۶۲ متر بالاتر از سطح دریا واقع شده‌است.